# 首都城市群
首都城市群（英語：Capital Cities；又譯為城市之光）是一個來自美國洛杉磯的獨立流行樂組合。這個樂隊是在2008年由主要負責演唱、吉他和鍵盤的瑞恩·莫昌特（英語：Ryan Merchant）和主要負責演唱和鍵盤的Sebu Simonian组成。他们的第一张EP發行與2011年6月7日。這張EP中的單曲《Safe and Sound》登上了他們的前十單曲榜。這個樂隊現有Ryan Merchant，Sebu Simonian，操作低音吉他的Manny Quintero，操作小號的Spencer Ludwig，操作吉他的Nick Merwin還有操作鼓的Channing Holmes。

## 历史
这两位音乐家是在麦钱特回应了西蒙尼安在Craigslist网站上的公开广告，邀请他提供制作服务后认识的。他们开始一起写广告歌。三年后，两人成功地为商业广告和广告活动创作音乐，成立了Capital Cities。2011年6月，乐队通过他们的厂牌Lazy Hooks发行了首张同名EP。